# 佩尼科
佩尼科（西班牙語：Peñico）位於秘鲁利馬大區巴蘭卡省，是建於西元前1800至1500年間的小北文明（卡拉爾-蘇佩文明）城市遺跡。考古團隊經過8年研究後，在2025年7月公布此地。

## 歷史
佩尼科位於秘鲁首都利馬北方約200公里處，被認為建於西元前16世纪至前19世纪之間，接近小北文明末期。這座城市位於安地斯山脈、亞馬遜雨林和太平洋沿岸三地的交接處，被認為是該文明重要的經貿往來處。
考古学家露絲·沙迪在主持鄰近城市卡拉尔的考古計畫後，轉而領導佩尼科的遺跡挖掘。研究人員表示，這座城市的發現對於理解小北文明崩潰後的發展至關重要，其衰落被認為與前19世纪因氣候變遷發生的乾旱、洪水有關。
經過八年的研究，該遺址共出土了18座建築，包括祭祀用的神庙、住宅群，以及一中央廣場的圍牆。考古學家於2025年7月3日宣布在這座城市的發現時，也表示他們在這些建築中發現了多件文物：祭儀器物、描繪動物與人類形象的陶塑，以及由珠子與貝殼製成的項鍊。